# Parakramabahu I
Parākramabāhu I dit "el Gran" (en pali Mahā Parākaramabāhu (1123-1186) fou rei del regne de Polonnaruwa de 1153 a 1186. Durant el seu regnat des de la ciutat capital de Polonnaruwa, va unificar els tres regnes menors de l'illa, esdevenint un dels darrers monarques de l'illa en dominar-la sencera. Va dirigir l'expansió del regne, va construir sistemes de regatge, va reorganitzar l'exèrcit del país, va reformar pràctiques budistes, va animar les arts i va emprendre campanyes militars a Birmània i l'Índia del sud. L'adagi "ni tan sols una gota de l'aigua que ve de la pluja ha de fluir a l'oceà sense ser útil a l'home" és una de les seves més famoses enunciacions.
Parākramabāhu va passar molta part de la seva joventut a les corts dels seus oncles Kirti Sirimegha, príncep de Maya Rata o Dakkinadesa, i Sri Vallabha, príncep de Ruhuna així com a la cort del rei de Rajarata, Gajabahu II. Va succeir el seu oncle Kirti com a rei de Dakkinadesa al voltant 1140 i sobre la següent dècada va millorar la infraestructura i exèrcit d'aquest regne. Després d'una guerra guerra civil, es va assegurar poder sobre l'illa sencera al voltant de 1153 i va mantenir aquesta posició fins a la seva mort el 1186. Durant el regnat de Parākramabāhu va llançar una campanya de càstig contra els reis de Pagan a Birmània, va ajudar els Pandya contra els Chola a l'Índia del sud i va mantenir relacions de comerç amb Xina i països en l'Orient Mitjà. Dins de l'illa, va consagrar monuments religiosos, va construir hospitals, unitats de benestar social, canals i gran reserves d'aigua com el Mar de Parakrama

## Antecedents

### Inicis
Sri Lanka era en part dominada pels poderosos Cola de l'Índia del sud després de la invasió de l'illa per Rajaraja Cola el 993. Aquestes regions van quedar sota control cola control fins al regnat de Vijayabahu I (1055–1100). Vijayabahu va expulsar els invasors cola a principis del seu regnat i va canviar la capital del país de Rajarata (meitat nord de l'illa) des d'Anuradhapura a una nova ciutat, Polonnaruwa. En el regnat de Vikramabahu I (1111–32), l'illa va ser dividida en tres regnes: Rajarata o Pihiti Rata, Dakkinadesa o Maya Rata, i Ruhunu. Vikramabāhu era tanmateix considerat com el més gran en dignitat, ja que va posseir Rajarata amb els seus llocs d'importància religiosa i històrica. Tanmateix, Manabharana, rei de Dakkinadesa ("País del sud"), i els seus germans Sri Vallabha i Kirti Sirimegha, reis conjunts de Ruhuna, eren rivals formidables per la corona. A més tots tres eren descendents d'una germana de Vijayabahu i per això tenien una reclamació important al tron; són referits en el Culavamsa com la branca Arya de la dinastia reial, mentre que Vikramabāhu era de la branca Kalinga.

### Naixement

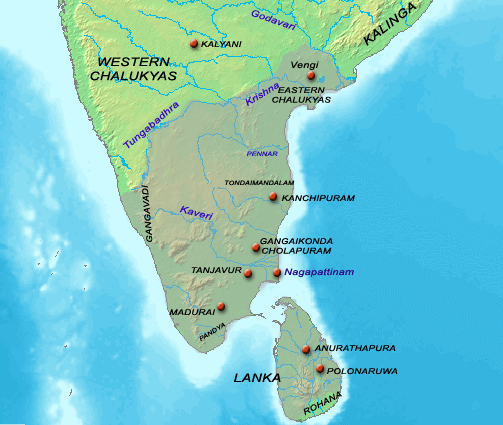
Extensió de l'Imperi Cola just abans de la revolta de Vijayabahu

Segons la crònica antiga del Culavamsa, el naixement de Parākramabāhu va ser pronosticat per una figura semblant a un déu vist en un somni pel seu pare, el rei-governador Manabharana de Dakkinadesa. El fill havia nascut de l'esposa de Manabharana anomenada Ratnavali, i va ser batejat Parākramabāhu a causa del seu "braços fort per les armes". Encara que l'any del seu naixement no se sap exactament, és pensa generalment que fou al voltant de 1123. El lloc gairebé segur que fou la capital de Dakkinadesa, Punkhagama.
A ser informat del naixement del nen, el gran rei Vikramabāhu I que era a la seva capital, Polonnaruwa, va ordenar que el noi fos criat com l'hereu al seu tron. Aquesta classe d'adopció pot haver estat una mena de aliança de part de Vikramabāhu, qui desitjava mantenir el tron fins a la seva mort per assegurar-se que només després passaria a Parākramabāhu. Manabharana, tanmateix, va refusar l'oferta, declarant que "no és (prudent) ... enviar fora un fill tant especial". Ell també especulava "...Si el noi agafava el partit de Vikkamabahu... brillaran poderoses flames que per la nostra desgràcia, seran tan grans que esdevindrà encara pitjor!" El cisma que va existir entre els clans reials de Sri Lanka era massa profund per permetre aquesta mena d'arranjament.
Aviat després del naixement del príncep, Manabharana va caure malalt i va morir. El seu germà més jove Kirti Sirimegha, que era co-rei de Ruhuna, va pujar al tron de Dakkinadesa o Maya Rata, mentre Sri Vallabha va ser declarat rei únic de Ruhuna. Parākramabāhu, la seva mare Ratnavali i les seves dues germanes Mitta i Pabhavati, van ser enviats a viure en Mahanagahula, la capital de Ruhuna, sota la cura de Sri Vallabha.

## Joventut

### A Ruhuna i Maya Rata (Dakkinadesa)
Mentre fou jove, la seva germana gran Mitta fou forçada a casar-se amb al seu cosí, Manabharana, el fill de Sri Vallabha de Ruhuna, contra els desitjos de la reina Ratnavali. Ratnavali pertanyia al clan Kalinga de la família reial, i encara que era la vídua d'un rei de la branca Arya de la família reial, preferia veure les seves filles casades a un rei del clan Kalinga. Durant el seu temps a la cort de Sri Vallabha, Parākramabāhu va conèixer la seva futura mahesi "reina consort", Lilavati, filla i hereva de Sri Vallabha, qui per tant, després de la mort de Parākramabāhu, podria governar el país pel seu dret propi.
El 1132, després de la mort de Vikramabāhu, Gaja Bahu II el va succeir en el tron de Rajarata. Aprofitant la joventut del nou rei, el dos monarques de la branca Arya de la família reial, Sri Vallabha i Kirti Sirimegha, van provar sense èxit de conquerir Rajarata per força. Gajabahu es va establir fermament com a governant i, per tant, nominal superior dels dos reis Arya i ni Sri Vallabha ni Kirti Sirimegha van viure prou per veure el rei de Rajarata destronat.
Després del final de la guerra civil Arya-Kalinga, Parākramabāhu va deixar el palau de Sri Vallabha a Ruhuna i va retornar a Sankhatthali, la nova capital de Maya Rata o Dakkinadesa, on va establir residència amb el seu oncle. El Culavamsa atribueix la sortida a la seva impaciència i manca d'estímuls a Ruhuna. També podia haver estat causada pels plans de Sri Vallabha de col·locar Manabharana de Ruhuna en el tron de Rajarata, cosa que feia la posició de Parākramabāhu a la família reial cada cop més precària. A Dakkinadesa, d'altra banda, fou ben rebut per Kirti Sirimegha, qui no tenia cap fill propi, i que essencialment el va adoptar, ja que el Culavamsa després es refereix a Kirti com el pare de Parākramabāhu. Durant el seu temps a Dakkinadesa, va estudiar temes importants de Chanakya i temes com gramàtica, literatura, munta elefants, arts marcials, cançó i ball.

### A Rajarata
Algun temps després d'arribar a la majoria d'edat, el príncep va deixar Dakkinadesa (Maya Rata) clandestinament i va anar al regne de Gaja Bahu II, és a dir a Rajarata. Va trobar als seus aliats a Badalattha (modern Batalagoda) i va visitar el senapati Sankha (o Sangha), a la frontera entre Rajarata i Dakkinadesa. Quan el seu guardià Sankha va intentar informar a Kirti Sirimegha del viatge del príncep, Parākramabāhu el va matar. Kirti Sirimegha va descriure a Sangha com el més poderós vassall del seu regne, el que feia l'assassinat molt més seriós. Parākramabāhu Llavors es va apoderar de Buddhagama (moderna Menikdena Nuwara) fins aleshores propietat de Sankha. Va continuar el seu viatge, havent-hi eludit una força que va enviar en contra d'ell Kirti Sirimegha, qui temia complicacions amb la cort de Polonnaruwa, i va viatjat fins a la cort de Gaja Bahu.

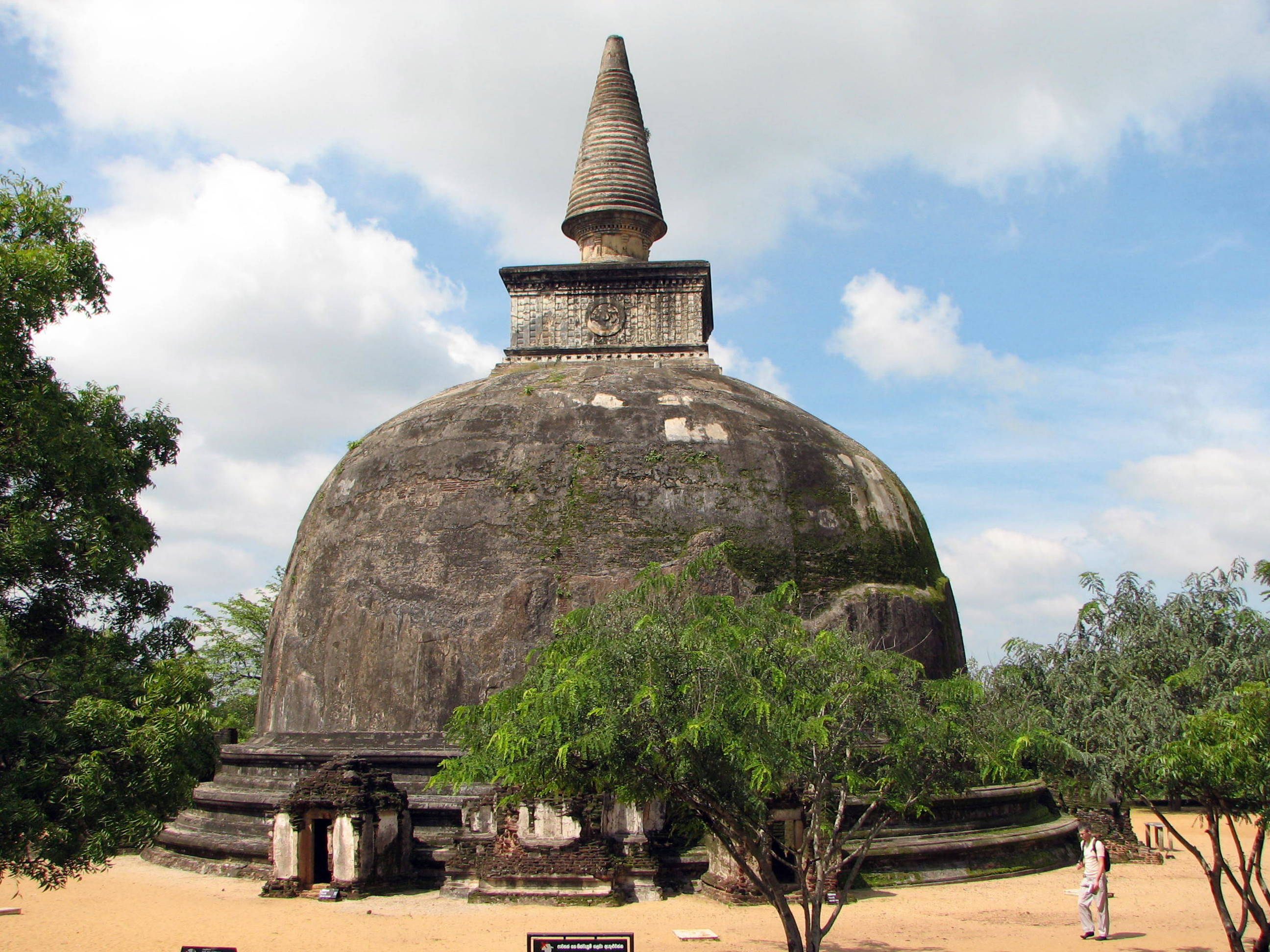
Pocs reis singalesos van construir tantes dagobas com Parākramabāhu.

Les raons del comportament de Parākramabāhu són incertes, però segons el Culavamsa, el seu viatge era essencialment de reconeixement. Tot i que el tres monarques de les províncies estaven units, tots ells tenien el desig de governar el regne de Rajarata. Al mateix temps eren conscients que cap d'ells podria agafar el control de Rajarata, a causa dels limitats recursos disponibles en les seves petites províncies. Parakramabahu no ho creia i per això va viatjat a Rajarata per conèixer les condicions de la província.
Els esforços de Kirti Sirimegha per fer tornar al príncep a Dakkinadesa és presentat només com la preocupació pel benestar del seu nebot així com preocupació de que Parākramabāhu pogués reprendre hostilitats entre els Arya i els Kalinga. No obstant, que el rei de Dakkinadesa (Maya Rata) estimava molt al seu nebot és considerat una ficció i s'assenyala que els interessos que jugaven en aquests conflictes eren irreconciliables amb la teoria de bones relacions entre oncle i nebot."
Durant el seu temps a la cort de Gajabahu, Parākramabāhu va fer dues coses d'importància. La primer fou crear una xarxa de espionatge i l'altre fou casar una de les seves germanes de nom Bhaddavati, al rei Gaja Bahu. A través d'aquest matrimoni, Parākramabāhu va dirigir assumptes que Gaja Bahu II li va confiar completament en tant que membre de la família reial. No obstant això, va retenir tota la dot de Bhaddavati per a ell, i va entrar en negociacions secretes amb un general de Gajabahu de nom Gokanna. Gajabahu finalment va sospitar de les activitats de Parākramabāhu i aquest va haver de sortir de Rajarata clandestinament de nit i retornar a Dakkinadesa.

### Retorn a Maya Rata
A Dakkinadesa (Maya Rata), Parākramabāhu fou reticent d'entrar a la capital Sankhatthali per veure el seu oncle el rei Kirti Sirimegha, fins que fou persuadit per la seva mare Ratnavali de fer-ho. Kirti Sirimegha tanmateix va morir poc després del retorn de Parākramabāhu i el Culavamsa nota que el príncep "no va ser dominat pel dolor per la mort del seu pare (sic)", potser un signe del sentiment de malestar entre el dos. Parākramabāhu fou llavors proclamat rei de Dakkinadesa o Maya Rata.

## Rei de Dakkinadesa (Maya Rata)

### Govern
L'objectiu de Parākramabāhu per Maya Rata o Dakkinadesa era expandir el regne de manera que superés la grandesa d'altres regnes en un breu període. Va començar un programa enorme de construcció i renovació, els romanents dels quals encara poden ser vists a la Província Nord-Central de la moderna Sri Lanka. És esmentada la restauració de la calçada elevada anomenada Kotabaddha, sobre el Deduru Oya (Llac Deduru) prop de la moderna Kurunegala. La personalitat del nou rei s'intueix quan els arquitectes als que va encarregar al projecte li van informar que era ben bé impossible de dur a terme, a lo qual Parākramabāhu va respondre que "Què hi ha al món que no pugui ser dut a terme per persones d'energia?". Va ordenar la construcció de canals i preses o embassaments i va netejar una àrea gran de bosc al voltant per a nous camps de cultiu. Més notablement, va construir la Parakrama Samudra, una reserva gegant d'aigua a través de la qual una gran extensió de territori va obtenir el seu subministrament d'aigua. En illes al mig de la reserva va construir un palau i una stupa.

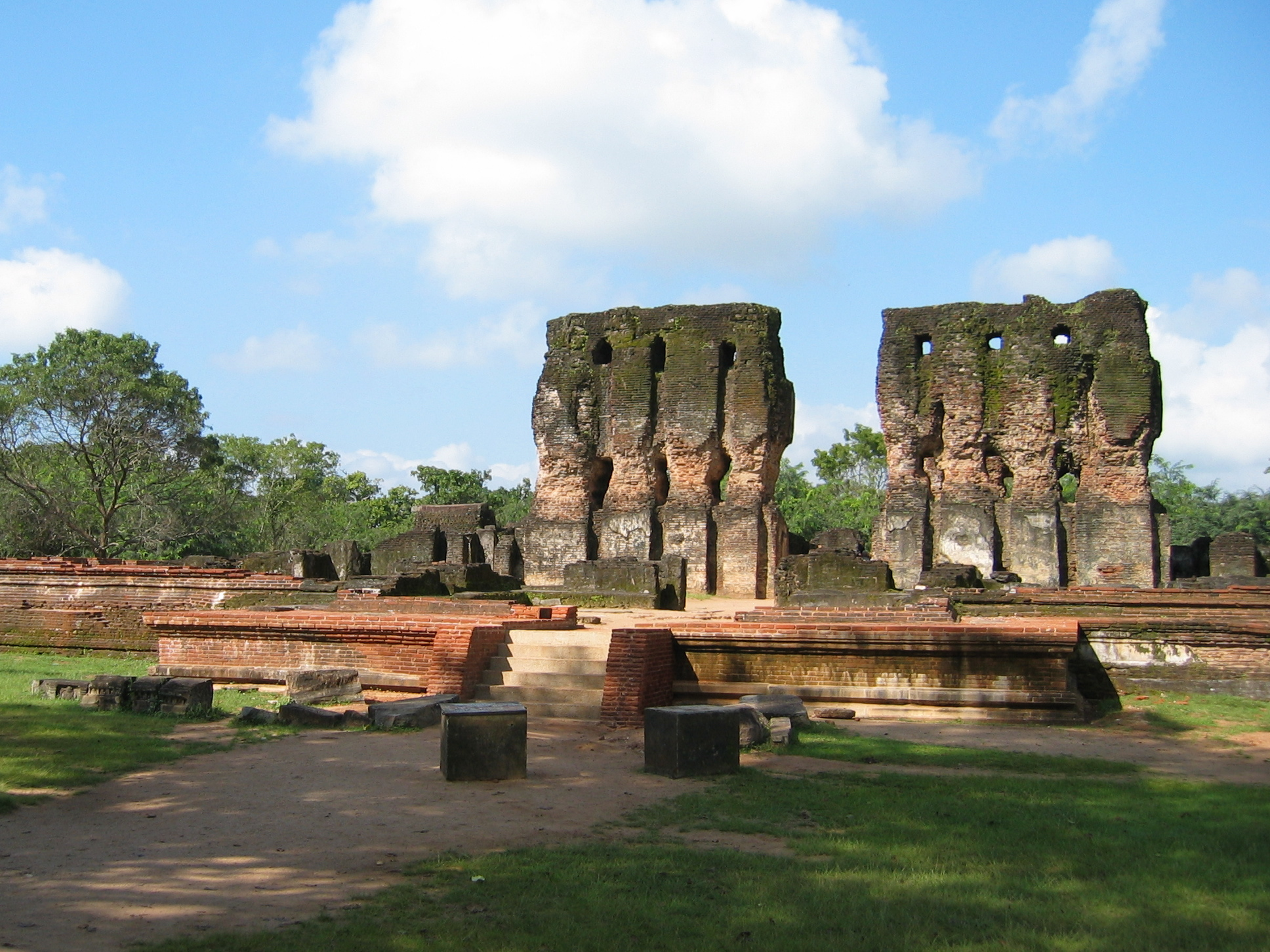
Ruïnes del palau reial de Polonnaruwa, embellit durant el regnat de Parākramabāhu

Va transformar la cort reial, fent-lo un centre d'activitat cultural, atraient joves nobles especialitzats en diverses arts com muntar elefants o cavalls, domini de l'espasa o l'ús de llengües estrangeres i el ball i la cançó. Va reformar el govern de Dakkinadesa, creant dos ministeris; els afers militars i l'administració interna al qual ell més tard va afegir un tercer departament, el qual supervisava l'administració de mines. El comerç era un component important dels ingressos de Dakkinadesa dins l'illa de Ceilan, on donada la seva posició geogràfica, sempre havia estat a l'encreuament de diverses rutes comercials importants. La seda xinesa era una importació significativa i va ser utilitzada en la consagració d'estàtues i santuaris. Perles i gemmes (per les quals el rei va agafar interès particular) van constituir una part important de les exportacions de l'illa que es complementava amb l'exportació de la canyella (que va quedar, fins al segle xix com l'exportació més important de Sri Lanka), i dels elefants de guerra. La majoria del comerç va ser dut a terme a través dels principals ports del principat, Kalpitiya, Halaavatha (Chilaw) i Colombo.

#### Preparació per a la guerra
L'exèrcit de Parākramabāhu va tenir un component ètnic divers. Alguns dels seus oficials eren dels dos grans clans de Sri Lanka, el Moriya i el Lambakanna, que havien dominat Rajarata des del temps de la capitalitat d'Anuradhapura. Un grup de soldats tàmils de la regió de Kurunegala també se li van unir, sota un home que es feia dir el rei de Malaya (moderna Dumbara). Al cap d'un temps es van trencar hostilitats entre Maya Rata i Rajarata (el primer també incloïa forces dels veddehs, vellales, i persones de les castes més baixes no tradicionalment implicats en activitats marcials. El Culavamsa col·loca el nombre de soldats al voltant de 100.000 persones però la figura real era probablement més baix. Parākramabāhu hauria estat capaç d'organitzar una cavalleria, un cos d'elefants de guerra i maquines de setge, i la seva força va representar una amenaça seriosa al poder de Gaja Bahu sobre el nord.

### Conquesta de Rajarata

#### Guerra amb Gajabahu
Al voltant de 1150, Parākramabāhu va fer el seu primer moviment per agafar el control de Malaya, estratègicament assegurant el seu flanc oriental. Llavors va moure les seves forces contra diversos caps a la frontera de Rajarata. L'etapa final d'aquesta campanya fou la derrota d'un exèrcit del propi Gaja Bahu, després del qual hi va haver un breu alto el foc entre els dos bàndols.

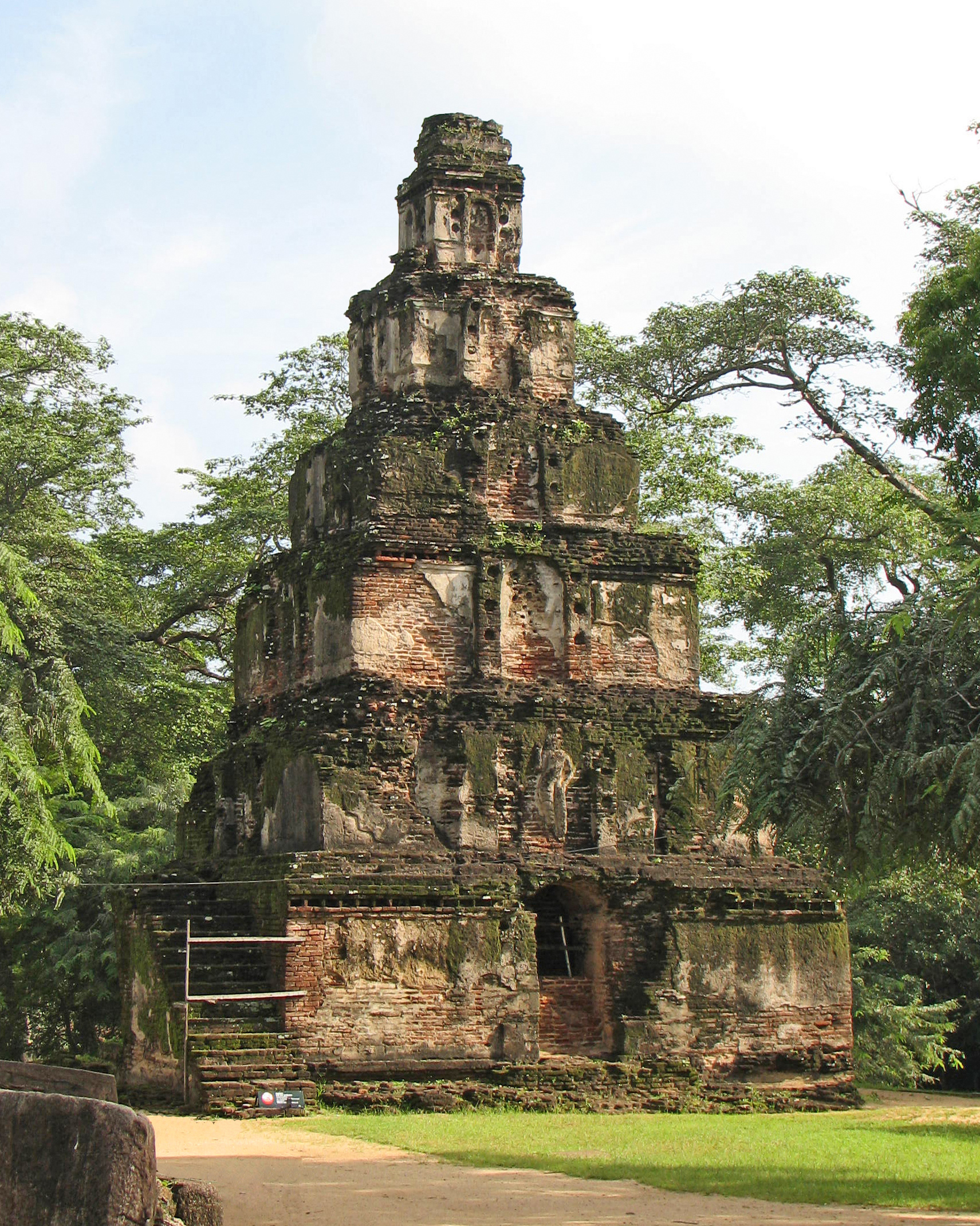
Un temple amb una semblança cridanera amb l'arquitectura cambodjana, reflectint l'ètnicament variada població del país

Les hostilitats es van reprendre aviat. Gajabahu havia recorregut a assegurar suport des de l'estranger, i quan les hostilitats es van reprendre entre ell i Parākramabāhu, l'exèrcit de Rajarata va incloure nobles estrangers d'altres religions. Parākramabāhu no va participar personalment en la invasió de Rajarata, però era responsable de l'estratègia global de la campanya, la qual es va basar en les escriptures de Kautilya.
Les forces de Dakkinadesa van atacar la fortalesa de Mallavalana a prop de la boca del Kala Oya, agafant-la i ocupant la costa occidental de Sri Lanka. L'exèrcit llavors va navegar fins al nord i desembarcà en un lloc anomenat Muttakara o Mutukara ('Mina de Perla') prop de la moderna Mannar a Sri Lanka. Mentrestant, el general principal de Gaja Bahu, Gokanna, va patir diverses derrotes en la proximitat del Kala Wewa i va ser forçat a demanar reforços al rei de Rajarata. Malgrat rebre aquests reforços i tot i aconseguir alguns èxits a Malaya, Gokanna fou un altre cop derrotat pel general de Parākramabāhu, Mahinda, sent la derrota tant complerta que Gokanna va fugir de l'escena de la batalla deixant darrere el seu para-sol, un símbol d'estat important a la Sri Lanka medieval. Els restes de les seves forces van construir una fortalesa en la jungla i ja no van participar més en la guerra.
El 1153 les forces de Parākramabāhu estaven en bona posició per agafar Polonnaruwa. Rakkha i un general anomenat Sukha van infligir una altra derrota a Gaja Bahu només a 15 quilòmetres (9 mi) de la ciutat, conquerint la capital de Rajarata poc després. El rei i els seus dos fills, Colaganga i Vikramabāhu, van ser empresonats. Parākramabāhu fou magnànim en la victòria i va donar ordres estrictes al seus general sobre el tractament adequat del rei i del poble en general.
Tanmateix alguns membres de l'exèrcit de Parākramabāhu va desatendre les seves ordres i va saquejar moltes cases de Polonnaruwa, apoderant-se i robant els béns i ornaments de les persones de la ciutat.
El saqueig de Polonnaruwae va tenir conseqüències per Parākramabāhu. Enfurit per les accions de les forces de Maya Rata, el nobles i els propis aliats de Gajabahu—incloent-hi el seu general Gokanna, van apel·lar a Manabharana de Ruhuna, qui era a Sorabara, al centre del país, al que van demanar ajut. Malgrat haver-hi una aliança amb Gajabahu, Manabharana havia restat neutre en la guerra fins aleshores. Llavors, en el moment de la victòria de Parākramabāhu, va entrar en el conflicte i es va llançar a una invasió de Rajarata.

#### Guerra amb Manabharana i Gajabahu
Parākramabāhu va enviar el seu senapathi Deva per restaurar l'ordre a Polonnaruwa, però es va trobar en batalla amb Manabharana abans de poder reorganitzar les seves tropes. El rei de Ruhuna va mantenir la seva paraula i va fer un fort atac a les forces de Parākramabāhu i les va expulsar de Polonnaruwa. Pel clan Kalinga no obstant, l'aliança amb Manabharana era mal vista, ja que aviat va quedar clar que Manabharana pretenia mantenir la ciutat per a si mateix. Va fer matar molts dels oficials de Gaja Bahu i a aquest el va empresonar en una masmorra. La mare de Manabharana, Sugala (la neboda de Vijayabahu I), i les seves esposes aviat foren cridades per venir des del sud a viure a Rajarata. La sagrat relíquia de la dent del Buda i la relíquia del Bol d'Almoines, molt de temps mantinguts al sud, foren retornats al nord.
Gaja Bahu llavors va apel·lar a Parākramabāhu per assistència, i Parākramabāhu va ordenar les seves tropes de tallar els subministraments de gra a Polonnaruwa i fustigar als viatgers en les carreteres entre Ruhuna i Rajarata. Com a resultat, totes les persones de la ciutat amb el mateix rei Manabharana "van quedar com ocells en una gàbia". Amb els atacs esporàdics de les forces de Maya Rata a poc a poc reforçant el seu poder al nord, Manabharana va haver de deixar Polonnaruwa per atacar una força manada per Rakkha que estava sembrant el caos a la part occidental de Rajarata. En la seva absència les forces de Parākramabāhu van recuperar Polonnaruwa, van alliberar a Gaja Bahu II, i es van apoderar del tresor de Manabharana. El malaurat rei de Ruhuna va retornar al sud amb els seus parents i les sagrades relíquies.
Gaja Bahu, qui hi havia estat alliberat, va deixar Polonnaruwa abans de l'arribada de Parākramabāhu i va decidir sortir del país en vaixell. Tanmateix, un atac d'alguns dels seguidors de Gaja Bahu a les tropes de Parākramabāhu van fer reprendre les hostilitats entre el dos, i Parākramabāhu va enviar el seu exèrcit per capturar Gaja Bahu. A finals de 1153, després de patir un nombre de derrotes, Gajabahu es va adonar que la seva captura era imminent, i va apel·lat a Sangha a intervenir. Van persuadir Parākramabāhu que el rei ja no plantejava cap amenaça i que se li havia de permetre viure fora del país la resta dels seus dies en pau. Manabharana va provar de fer tornar al rei a la batalla contra Parākramabāhu, però Gaja Bahu va rebutjar, dient "he entregat Rajarata a Parākramabāhu" inscrites en una pastilla de pedra (anomenada inscripció de Sangamuwa) per confirmar la seva abdicació a favor de Parākramabāhu. Gajabahu es va traslladar a Gantale (Kantalai), on va morir en el 22è any després de la seva coronació com a rei de Rajarata.

#### Coronació i derrota de Manabharana

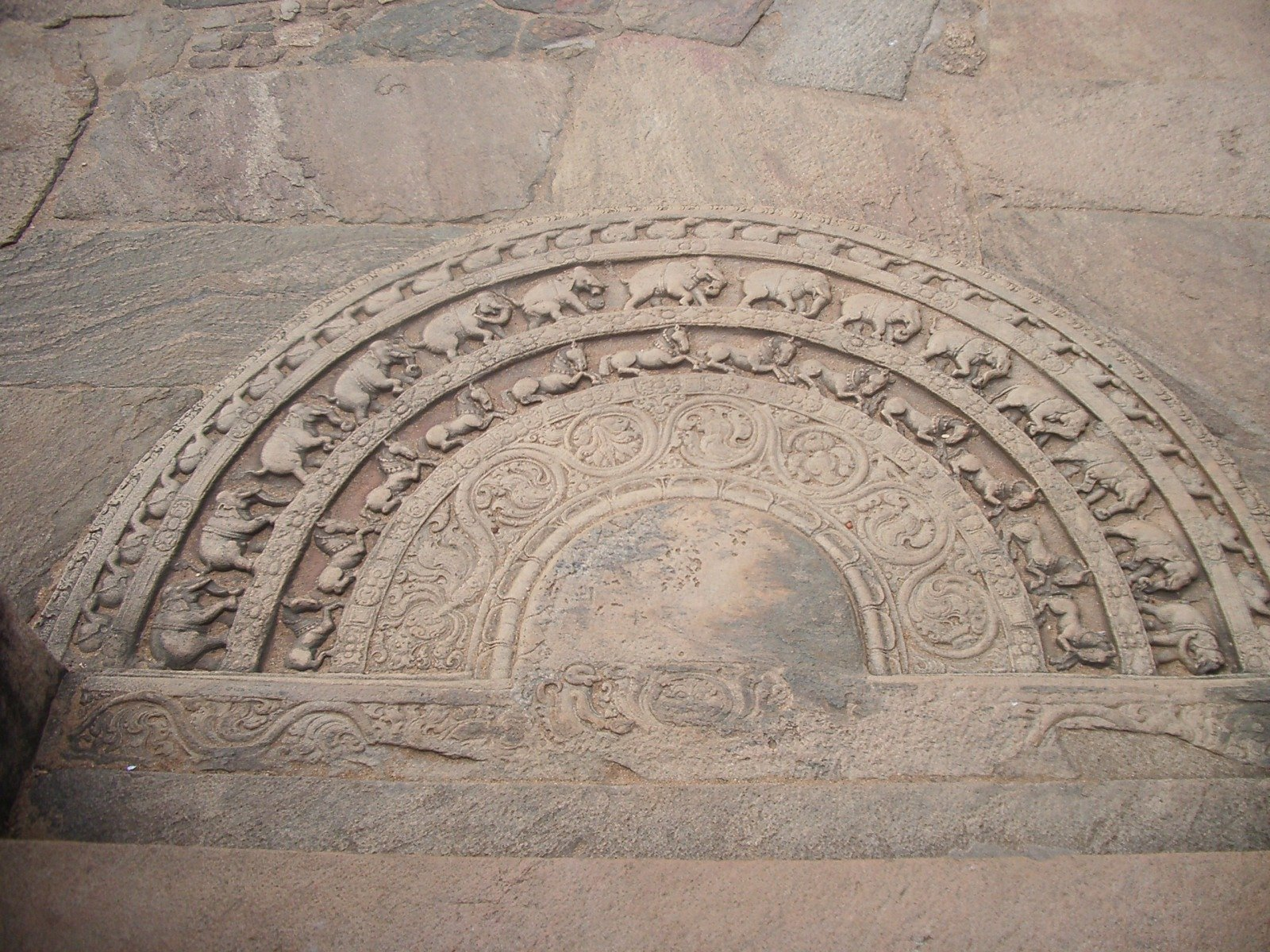
El regnat de Parākramabāhu fou notable per la floració de formes d'art, com el sandakada pahana de Polonnaruwa.

Parākramabāhu fou immediatament coronat rei de Rajarata, però la guerra estava lluny d'estar acabada. Manabharana va atacar altre cop, enviant els seus exèrcits al riu Mahaweli i intentant travessar-lo cap a Rajarata a través de dos guals. Mentrestant, Narayana, un cap basat a Anuradhapura, es va aixecar en revolta i el control del nord per Parākramabāhu altre cop va tremolar.
En aquesta ocasió Parākramabāhu va decidir derrotar a Manabharana d'una vegada per sempre; "Ni tan sols a Ruhuna va permetre al rei Manabharana governar i el va aplanar per la guerra. Rakkha va ser enviat per defensar els guals del Mahaweli mentre Parākramabāhu mateix va atacar des de Maya Rata cap a Ruhuna. La revolta de Narayana va ser suprimida per una altra força i Rakkha, qui amb èxit havia aguantat el passos del riu Mahaweli, va quedar lliure d'envair el nord.
Si Parākramabāhu esperava una victòria ràpida, això no va passar. Manabharana va derrotar l'exèrcit de Rakkha i el va rebutjar cap a Rajarata. Parākramabāhu es va enfrontar a dissensions dins de les seves posicions pròpies i a la derrota de les seves forces a Malaya; Manabharana fins i tot va reconquerir Polonnaruwa i amb ella la majoria de Rajarata. Malgrat aquestos desastres, Parākramabāhu va perseverar amb l'ofensiva, retirant-se de la seva campanya del sud i concentrant les seves forces en el nord. Manabharana un cop més es va trobar assetjat a Polonnaruwa. Ambdós costats estaven esgotats per l'incessant guerra dels anys precedents i Manabharana finalment va abandonar la ciutat cap a Ruhuna. Les seves forces foren atacades al riu Mahaweli per Parākramabāhu i aniquilades; el rei va poder retornar al del sud just abans de morir d'una combinació de malaltia i esgotament.
Parākramabāhu era finalment el indiscutit senyor de l'illa sencera de Sri Lanka, fins i tot encara que fos al cost d'uns cinc anys d'incessant guerres. En anys per venir el rei mateix va considerar aquesta guerra un dels esdeveniments més significatius del seu regnat, esmentant-la en molts dels seus edictes gravats a la pedra, com un prop de Devangala. Ho va celebrar convocant a un fill de Manabharana a Polonnaruwa i concloent una pau amb ell, cerimònia seguida per una magnifica cerimònia de coronació.

## Regnat
Parākramabāhu es va establir a Polonnaruwa (Pulatthinagara com és esmentada al Culavamsa) de 1153 cap endavant i governà sobre tota Sri Lanka els següents 33 anys. Durant aquest temps va emprendre molta de la feina per la que és més recordat, més significativament en les àrees de reforma religiosa, construcció, i guerra.

### Reforma religiosa

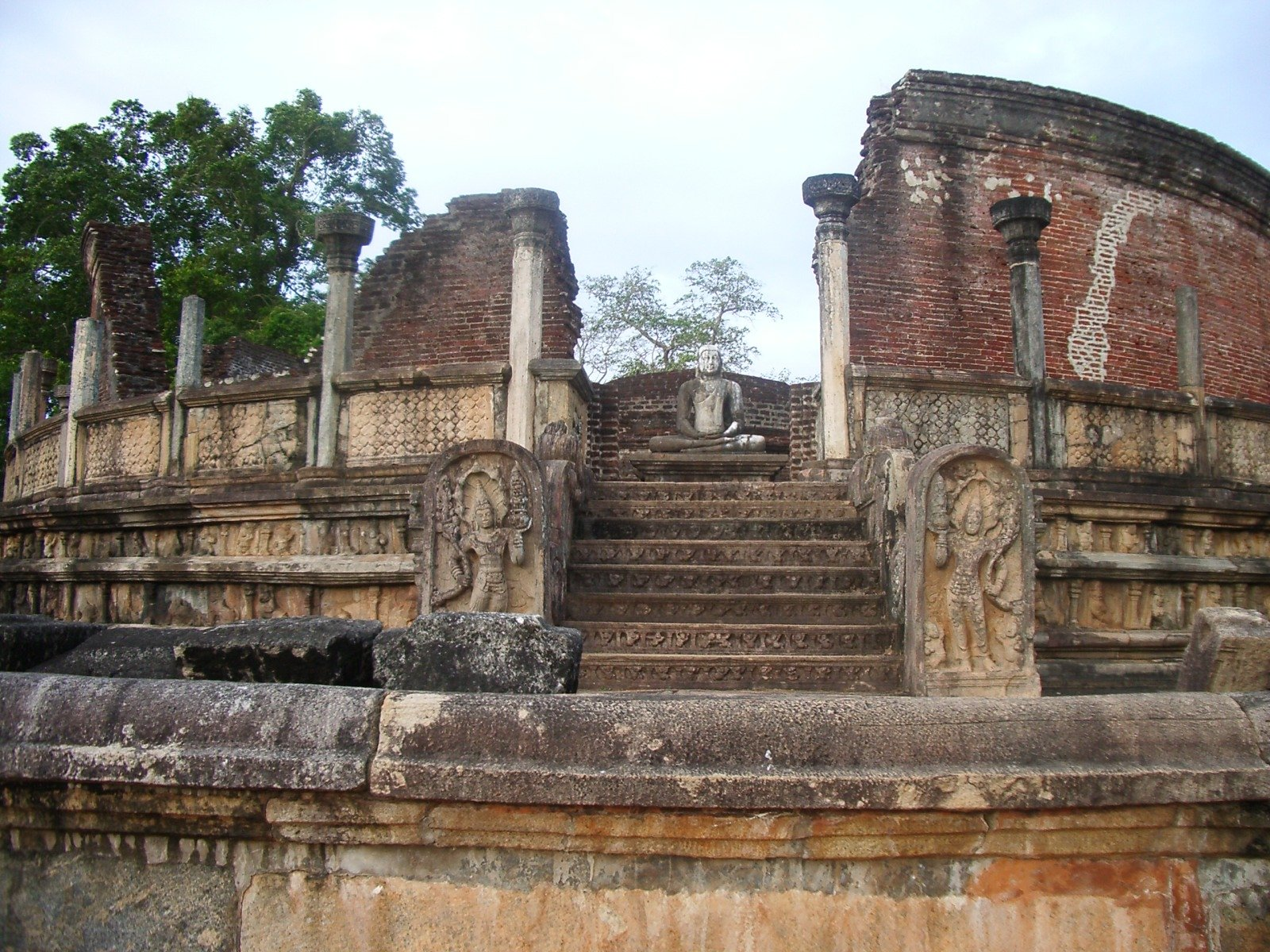
Temple de la Dent de Parākramabāhu

Durant el regnat de rei Vatta Gamini Abhaya (Valagambahu I, 104 aC i 89–76 aC), el sangha o comunitat religiosa del país s'havia dividit en tres ordres rivals —les ordres del Theravada del Maha Vihara, Abhayagiri vihāra i Dakkhina vihara. Una de les ambicions de Parākramabāhu era la reunificació d'aquests grups en una sola ordre, com havia existit al temps de Gamani (Dutugamunu). A més, molt del sangha  havia esdevingut corromput amb els anys, amb bhikkhus casant-se i tenint fills, i en molts casos comportant-se com upāsakas en la seva persecució dels beneficis mundans.
Al voltant de 1165, un consell va ser convocat a Polonnaruwa per parlar de la reforma del sangha. L' agent principal de Parākramabāhu en l'empresa va ser el Mahathera Kassapa, un monjo experimentat que "coneixia el Tipiṭaka i era extremadament versat en el Vinaya". Hi va haver una resistència immensa als esforços de Parākramabāhu en particular de la secta Abhayagiri que estava adherida a la tradició Vetullavada, que el rei trobava particularment corrupte. Molts monjos van preferir marxar a l'estranger més que participar en les reformes, mentre altres senzillament va abandonar l'hàbit de monjo i van retornat a la seva vida. En això ben bé podrien haver estat animats per Parākramabāhu, qui sembla que creia que la "purificació" de les ordres sacerdotals depenia tant de l'expulsió i exclusió dels corruptes com de premiar i encoratjar als ortodoxos. Hi ha moltes referències als individus que havien arribat a "posicions lucratives" per tal de mantenir-los fora dels seus Ordres respectius. Finalment, el rei va convocar els dirigents del sangha a l'illa una vegada a l'any, centrant la visita en un ritual en les ribes del riu Mahaweli —possiblement un mitjà pràctic de mantenir el seu progrés i els seus estàndards.
Després de l'aixafament de la rebel·lio de la reina Sugala el 1157, Parākramabāhu va portar la Dent del Buda i el Bol d'Almoines a Polonnaruwa; el primer va ser col·locat dins una joia en el Temple de la Dent a Polonnaruwa. Tals construccions esdevingueren una característica del regnat de Parākramabāhu; els seus edificis per al sangha són descrits en detall en el Culavamsa i comprenen un cos impressionant de feina, sovint acompanyat amb inscripcions declarant les seves intencions i èxits, com el Gal Vihara.

### Construcció

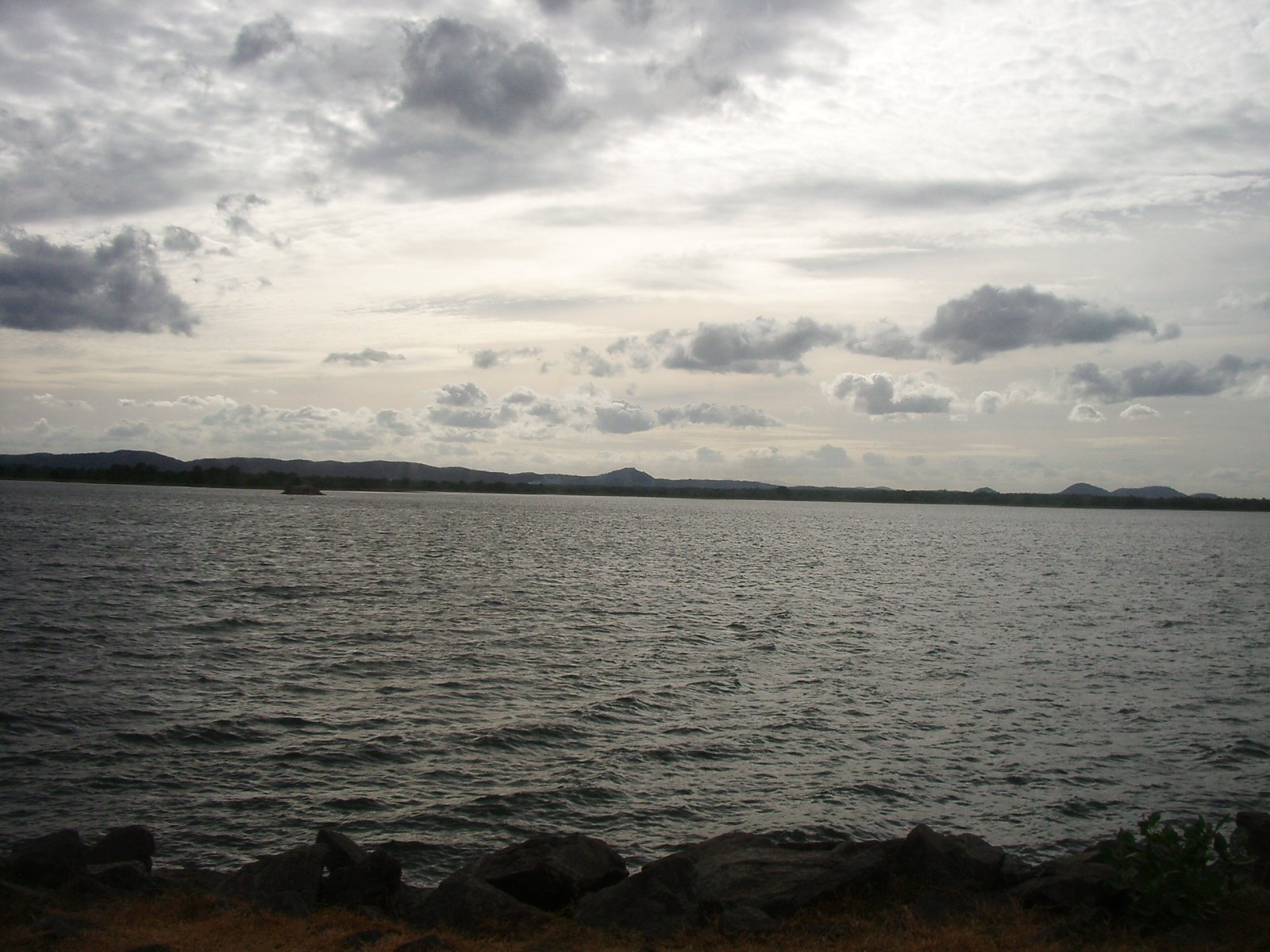
El Parakrama Samudra (Mar de Parakarama), el tanc de reg més gran construït per Parakramabahu

Les construccions de Parākramabāhu van ser un significatiu tros de la història material de Sri Lanka. Molt dels romanents de Polonnaruwa daten del seu regnat, així com llocs a la part occidental i del sud-est de Sri Lanka. Un dels primers projectes de Parākramabāhu fou la restauració d'Anuradhapura, l'antiga capital de Sri Lankan que havia estat absolutament destruïda pels Chola, inclosa la restauració de la dagoba de Thuparamaya (quin hi havia estat perduda a causa de la jungla), Mihintale, i Ruwanwelisaya. Llavors, havent fundat un centre administratiu proper anomenat Parakramapura, va dirigir la seva atenció a Polonnaruwa. Sense sorpresa, a causa dels recents setges que la ciutat havia patit i que l'havia portat a un estat que de la ciutat gairebé només quedava el nom. És potser a causa d'això que resta poca cosa d'abans del segle xii a Polonnaruwa.
El rei inicialment va dividir la ciutat en quatre districtes o suburbis, cadascun marcat amb les seves cases d'almoines pròpies per donar casa al clergat, contenint "vaixells de bronze, cuixins, estores, catifes i sunyers". Va ordenar la construcció d'hospitals, els quals va visitar en diverses ocasions. També va expandir les muralles defensives de Polonnaruwa, construint un elaborar triple complex emmurallat que presenta torretes per arquers i catorze portes, cap dels quals ha sobreviscut fins al temps moderns. Més enllà del recinte de la ciutat es creu que va construir o renovar tres petits llogarets, a més de Parakramapura, que foren Rajavesi Bhujanga, Raja Kulantaka (Sinhapura), i Vijitapura. Extensos jardins foren també creats al voltant de Polonnaruwa, presentant basses i piscines de bany, una de les quals, les Piscines Bessones, sobreviu fins avui dia. Un dels jardins, el 'Jardí de l'Illa', s'estenia al mig del Thupa Wewa ('Vewa' o 'Wewa' significat 'tanc' o 'reserva' en singalès) en un promontori.
Altres coses es conserven, com el temple Gal Vihara, o el "Santuari de Pedra", prop de Polonnaruwa. El Culavamsa atribueix aquest monument totalment a Parākramabāhu, encara que en veritat la seva contribució podria haver estat només una amplia restauració. El Vatadage, o "Temple Circular", va ser construït al voltant de 1157 després de la suppression de la revolta de la reina Sugala a Ruhuna, per allotjar les relíquies de la Dent i el Bol d'Almoines. El temple de Lankatilaka, l'escola (pirivena) Alahena, el Jetavanaramaya i el Demala Maha Cetiya foren també construïts en el seu regnat. Al centre de Polonnaruwa, Parākramabāhu va engrandir i embellir el palau reial. Poc en queda avui, però els seus murs altíssims fan al·lusió a la gran escala de la visió del rei.

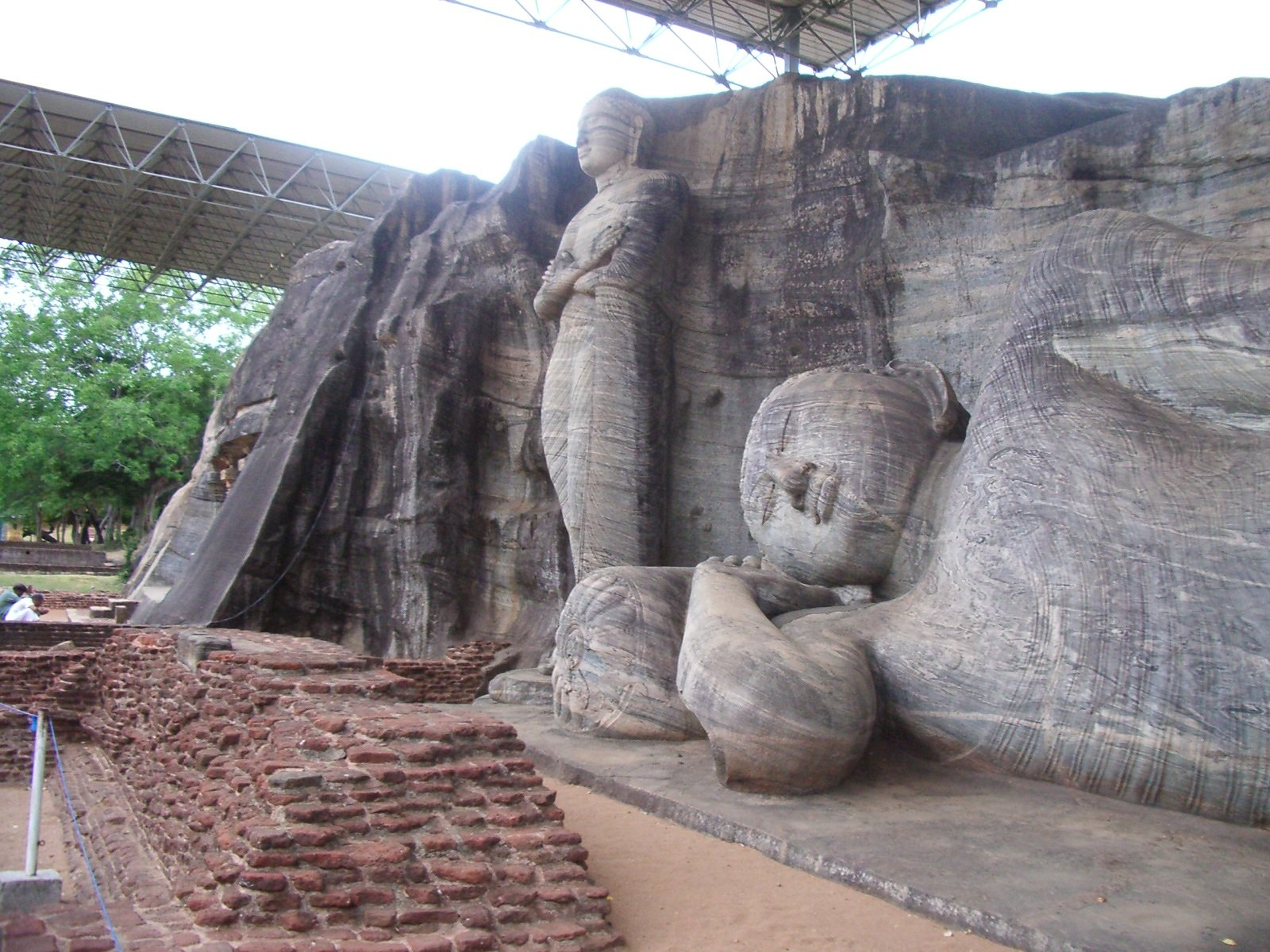
Gal Vihara ('Santuari de Pedra') presenta tres estàtues del Buda en tres posicions diferents, escavades dins la pròpia roca.

Parākramabāhu també va continuar el seu programa d'obres hidràuliques començades a Dakkinadesa (Maya Rata), inclosa la renovació i reconstrucció de reserves i canals damnats durant la invasió dels coles. Inscriptions detallant la seva feina poden ser trobades al Maha Wewa prop d'Uruwela, Padaviya Wewa i Panda Wewa a la província del Nord-oest. Una columna descoberta al fons del Padaviya Wewa en el segle xix inclou la inscription "Fet en benefici del món sencer pel pròsper Sri Parakrama Bahu, nascut a Sinhapura, per ordre del qual va ser construït". Encara que el Culavamsa atribueix la construcció de diversos tancs al rei, ha estat suggerit que molta de la tasca de Parākramabāhu fou de renovació, i que alguns dels projectes empresos pel seu successor, Nissanka Malla de Polonnaruwa, podrien haver estat atribuïts erròniament a ell. Fos com fos Parākramabāhu hauria restaurat o construït per damunt de 216 reserves i tancs.
Malgrat la seva magnificença, les obres de Parākramabāhu van exigir grans esforços al poble i al tresor. Per molta de la feina a Anuradhapura va utilitzar presoners tàmils de la guerra capturats durant la guerra dels Pandya. No obstant això els impostos i el rajakariya (un sistema feudal de tasques fetes al rei pels comuns) van contribuir en gran part als projectes. Un indicador interessant de la càrrega d'impostos és la desaparició de monedes d'or grans cap al final del regnat de Parākramabāhu.

### Campanyes militars
El regnat de Parākramabāhu és memorable per dues campanyes importants: en el del sud d'India com a part d'una guerra de successió a l'estat Pandya, i una expedició punitiva contra els reis de Ramañña (suposadament Baixa Birmània) per diversos insults a Sri Lanka. També va haver de suprimir revoltes a Ruhuna en diverses ocasions.

#### Revoltes
El 1156, la reina Sugala de Ruhuna, la mare de Manabharana de Ruhuna, que havia lluitat contra Parākramabāhu pel tron, es va unir a una revolta contra Parākramabāhu. La situació va evolucionar quan un grup de mercenaris del rei va aprofitar l'oportunitat que els donava l'absència de l'exèrcit de Parākramabāhu, i del seu principal general Rakkha, per revoltar-se el 1157.
Mentre que la insurrecció continuava al nord, Parākramabāhu va enviar a un altre general, Bhuta, per assistir Rakkha, qui havia quedat empantanat en el conflicte a Ruhuna. El Culavamsa esmenta que els soldats de l'exèrcit de Bhuta portaven "protectors fets de buffalo" per protegir-se contra les fletxes. Malgrat els reforços, Rakkha i Bhuta sembla que van quedar enganxats en una guerra de desgast no gaire diferent de les guerres pel tron de Parākramabāhu. Al mateix temps enfrontava la rebel·lió simultània al nord, la qual després tres mesos de lluita va acabar després d'un compromís establert porp del Dik Vewa. L'única victòria important d'aquesta fase primerenca de la rebel·lió a Ruhuna fou la captura de les Sagrades Relíquies a finals de 1157.
El curs de la guerra va girar finalment quan reforços van arribar a Ruhuna, probablement en la primavera de 1158, a través de Sabaragamuwa, i de la costa occidental. Mahagama va ser atrapat i la reina Sugala capturada. Les forces de Parākramabāhu llavors va infligir un fort cop a la noblesa i ciutadans de Ruhuna, aparentment amb l'aprovació del rei . "Van matar molts enemics amb els que la severitat estava ja prevista, ja que abans havia afectat a pobles, ciutats i mercats on centenars de persones foren empalades. Molts altre enemics havien estat penjats a la forca i cremats mostrant així la majestat de Parākramabāhu". Pot ser que el rei estigués cansat de l'animositat constant dirigida contra ell pel regne. La brutal suppression de la rebel·lió va assegurar que, a part d'una insurrecció breu el 1160, Ruhuna va quedar tranquil pel que fa a la resta del seu regnat. El destí de la reina Sugala no fou enregistrat.
L'altra rebel·lió en el regnat de Parākramabāhu va tenir lloc a la regió de Mantotta el 1168–1169.

#### Guerra amb Pagan, 1164–1165

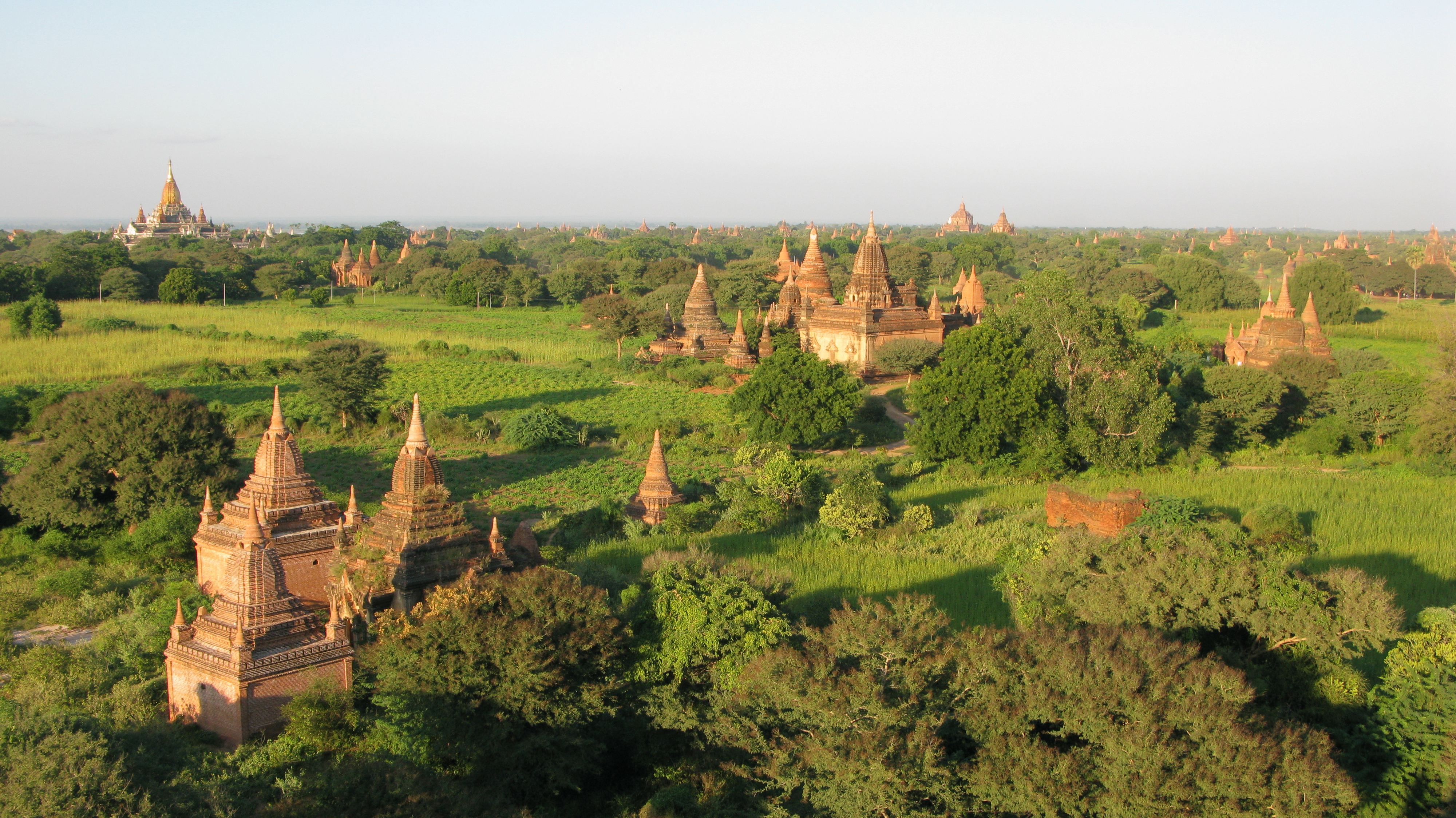
Bagan o Pagan, la capital del regne contra el que Parākramabāhu va llançar una invasió el 1164

La ciutat estat de Pagan (Birmània moderna), i el regne de Sri Lanka havien gaudit molt de temps d'una relació cordial basada en el comerç i una fe comuna (budisme Theravada). Pagan va emergir com a poder en el segle IX i pel segle xi la seva ciutat capital, Arimaddhanapura, era un centre d'aprenentatge budista.
Tanmateix amb l'accessió al tron de Narathu (1160–1165), el net d'Alaung Sithu, la situació va canviar dramàticament. Inicialment va privar sls enviats del rei de Sri Lanka del manteniment que anteriorment els havien concedit. També va emetre un ordre que prohibia la venda d'elefants a països estrangers i va fer fora amb el temps al antic costum de presentar un elefant a cada vaixell estranger que li portava regals. Més tard va empresonar i torturar els enviats singalesos i va confiscarr totes les seves possessions, inclosos els seus diners, els seus elefants i els seus vaixells.
No és segur si això era part d'un particular moviment contra els comerciants de Sri Lanka o un tancament general de les fronteres paganeses. Qualsevol que fos la raó, Parākramabāhu es va enotjar. Reunint una flota a Pallavavanka, va enviar a Pagan una força formidable. La mida de l'exèrcit no es coneix, però s'assenyala que tenia subministrament de grans per un any; especialment l'exèrcit tenia fletxes i elefants de guerra. Malgrat inconvenients en ruta, incloent l'enfonsament d'un vaixell i la pèrdua d'uns quants altres, l'exèrcit va arribar a la ciutat de Kusumiya (modern Pathein) a les ribes del riu Bago, i la va capturar. Després, els exèrcits van capturar moltes altres ciutats, incloent Arimaddhanapura, on van matar Narathu, i va restaurar relacions normals entre els dos països.
El relat de la campanya a Pagan és possiblement exagerat, ja que les cròniques birmanes no contenen cap informació d'una invasió singalesa massiva. No obstant això, hi ha evidència per indicar que hi va haver alguna mena de campanya i que fou un èxit. La història d'una invasió singalesa que va destronar Narathu és coneguda a Myanmar. A més, contemporanies inscriptions de Devanagala esmenten que fou atorgar permís per desembarcar al general Kitti Nagaragiri per liderar una campanya a 'Ramanna' (Ramañña) situada generalment a la Baixa Birmània, anomenant-se al rei de Bagan com 'Bhuvanaditta', una possible singalització de 'Narathu'.
George Coedes pensa que Parakramabahu va llançar una expedició de càstig contra Pagan el 1180, després que Narapatisithu va empresonar als enviats singalesos, comerciants i a una princesa en el seu viatge a Cambotja.:177

#### Guerra de Pandya, 1167–1183

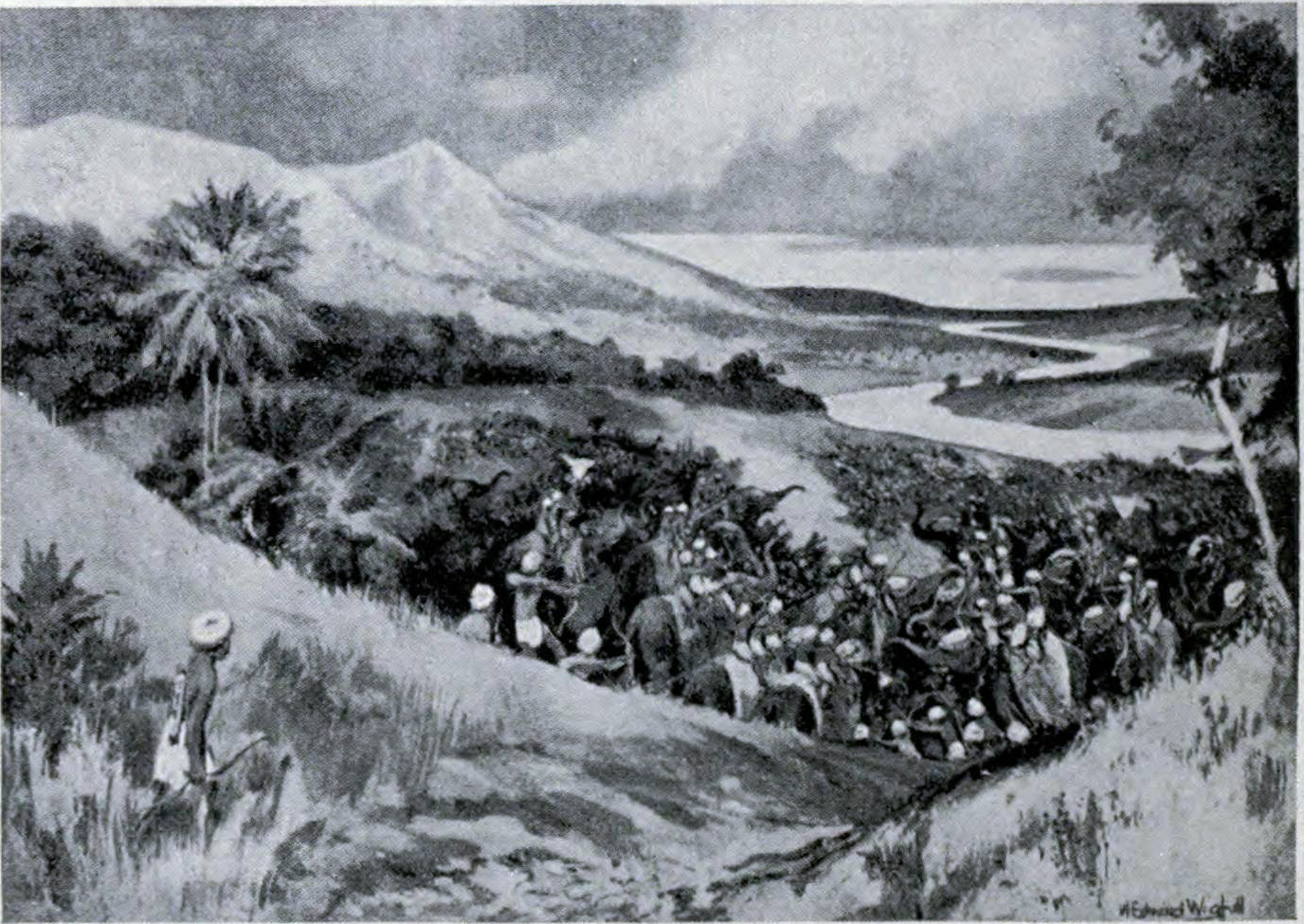
Parakramabahu I va envair i assolar el regne de Pandya

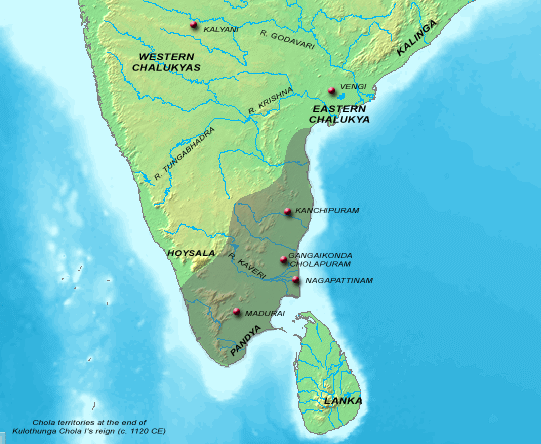
L'aliança de Parākramabāhu amb Parakrama Pandya va contribuir significativament a encongir l'Imperi Cola vers 1120

El 1167 el rei Pandya Parakrama va apel·lar al seu homònim a Lanka per ajudar-lo contra una aliança del seu rival Kulasekhara Pandya i els coles. Aquesta aliança no era inusual, ja que els Pandya havien trobat durant molt de temps aliats en els singalesos contra els coles, i la seva noblesa havia estat algun temps en exili a la cort de Mahinda IV (956–972) després de la invasió de la seva terra per Parantaka Cola II.
En aquesta ocasió tanmateix l'ajut singalès va arribar massa tard. Quan el general Lankapura Dandanatha (un dels generals de Parākramabāhu) va arribar a Pandya Nadu, Kulasekhara ja havia capturat la ciutat-capital, Madurai, i havia matat a la muller i fills de Parakrama. El seu fill Virapandu tanmateix havia pogut fugir. Lankapura no havia desembarcat a Madurai sinó que ho havia fet a la proximitat de Ramanathapuram i va capturar la ciutat de Rameswaram, la qual va quedar en mans de Ceilan pels pròxims trenta anys més o menys. Aquí van construir una fortalesa anomenada Parakramapura. En aquesta fase inicial de la guerra van lluitar amb Kulasekhara en diverses ocasions, finalment assetjant-lo a Madurai i capturant la ciutat. Virapandu va ser instaurat al poder, però aparentment només com a titella, mentre que els singalesos amb el general Lankapura Dandanatha es van quedar a Madurai i van continuar enfrontant-se als coles a l'Índia del sud.
El Culavamsa dedica molt del capítol LXXVII a una descripció de la guerra que va seguir entre el general Lankapura i el rei cola Kulasekhara, qui aparentment lluitava amb assistència dels cheres. Els esforços singalesos foren tan exitosos que Parākramabāhu sembla que va establir una quasi autoritat permanent sobre Pandya Nadu (el capítol es titula Conquesta del Regne Pandya), fins i tot establint una ciutat anomenada Panduvijaya commemorant la conquesta. Tanmateix el relat acaba abruptament. Cap esment és fet al retorn de Lankapura a Sri Lanka, ni de si Virapandu III va tenir èxit en retenir el poder.
La resta de la història pot ser reconstruïda per inscriptions en Índia del sud i per inferència. L'exèrcit singalès havia obtingut un bom nombre de victòries sobre l'exèrcit cola. Tanmateix la inscripció de Pallavarayanpettai ens indica que Lankapura va ser derrotat el 1171 i el seu cap va ser clavat a les portes de Madurai per Rajadhiraja Cola II (1163–1178). No obstant això les forces de Parākramabāhu sembla que van restar a Pandya Nadu, aconseguint victòries sobre Rajadhiraja II el 1176. No va ser fins al 1181 quan Virapandu III va ser derrotat que es van retirar de Pandya Nadu, retenint només l'àrea al voltant de Rameswaram.

## Mort i llegat
El Culavamsa diu només que Parākramabāhu "va governar trenta-tres anys", i que va morir a Polonnaruwa. Va ser succeït per Vijayabahu II, assenyalat com el fill de la seva "germana ", que fou convocat des de Sinhapura, capital de Kalinga. És altament inversemblant que Vijayabahu fos fill de Pabhavati o Mitta, les germanes de Parākramabāhu, que van ser casades a Manabharana de Ruhuna, mentre això no explicaria per què el va haver de convocar des de Kalinga. Ni podria ser fill del rei Gaja Bahu II i de Bhaddavati, l'altre germana del rei, doncs el Culavamsa explícitament declara que Gaja Bahu no va tenir cap fill que hagués sobreviscut. S'ha suggerit que Vijayabahu era el fill d'una quarta germana desconeguda que havia estat casada a un rei de Kalinga. El lloc d'enterrament del rei difunt és desconegut.
Durant el seu regnat, el poder de Sri Lanka va contribuir a destabilitzar la dinastia Cola de l'Índia del sud i les forces singaleses van continuar tenint una presència a Rameswaram fins al final del segle xii. Hi ha també rècords de victòries singaleses fins al regnat de Nissanka Malla (1187–1196). A més la grandesa i extensió dels projectes de construcció del rei encara poden ser vist en Polonnaruwa avui, així com en diversos grabats al voltant del país alabant els èxits del "Gran Rei". Tanmateix tal èxit va venir a un preu molt alt. La guerra implacable va afectar el país i l'ús de mercenaris tàmils per Parākramabāhu va demostrar ser un destabilitzador després de la seva mort. Els impostos eren alts sota el seu regnat i les monedes de alt valor van desaparèixer cap al final del seu govern, signe de pobresa creixent. Un dels seus successors, Nissanka Malla, en una de les seves accions més populars, va reduir impostos.
Malgrat la seva reputació personal i autoritat, Parākramabāhu no va fer cap pas per assegurar una successió. Un raó seria la força de la lleo tradicional que contenia convencions força fluides per la substitució de governants. La crònica inestabilitat dels anys posteriors del seu regnat van desfer molts del seu èxits i van provocar una crisi de la que el país mai es va recuperar. La popularitat de Parākramabāhu és testificada pel fet que almenys set monarques van adoptar el seu nom en els pròxims quatre segles, dels quals només dos o tres podrien reclamart una fracció dels seus èxits. La seva debilitat definitiva fou la manca de restricció en la despesa, portant a Sri Lanka a les més grans fites que mai havia assolit, però esgotant els recursos de l'illa en el procés.
La marina de Sri Lanka té dos vaixells anomenats en record del rei Parakramabahu I el Gran.